# Tryssogobius colini
Tryssogobius colini is een straalvinnige vissensoort uit de familie van grondels (Gobiidae). De wetenschappelijke naam van de soort is voor het eerst geldig gepubliceerd in 2001 door Larson & Hoese.